# Џек Руби
Џек Руби, право презиме Рубинштајн, (енгл. Jack Ruby; 25. март 1911 — 3. јануар 1967) био је власник ноћног клуба у Даласу, познат по томе што је убио Лија Харвија Освалда, осумњиченог за атентат на председника САД, Џона Кенедија, два дана пошто је Освалд ухапшен.

### Занимљивости
Убиство Лија Харвија Освалда представља прво убиство у историји које је уживо забележено камером и емитовано на телевизији.